# تريفيزو لكرة السلة
تريفيزو لكرة السلة (بالإيطالية: Pallacanestro Treviso)‏ هو فريق كرة سلة إيطالي تأسس في سنة 1954 يقع في تريفيزو، فينيتو، إيطاليا. فاز بليغا باسكيت الدرجة الأولى خمس مرات.

## أبرز اللاعبين
- جيف أدريان
- غال ميكيل
- بوبس منساه بونسو
- نيكولاوس زيسيس
- ماركو موردينتي
- راموناس شيشكاوسكاس
- أندريا بارغناني
- أوروش سلوكار
- تراجان لانغدون
- نيكولوز تسكيتيشفيلي
- خورخي جارباخوسا
- بوستيان ناخبار
- ماركوس براون
- مارسيلو نيكولا
- بيتار ناوموسكي
- ريكاردو بيتيس
- رافائيل أديسون
- دينيس ماركوناتو
- ستيفانو رسكوني
- توني كوكوتش

## وصلات خارجية
- الموقع الرسمي